# سوسک ژاپنی
سوسک ژاپنی از راسته قاب‌بالان و از تیره سرگین‌چرخانان است.

## گیاهان میزبان
این حشره بسیار مخرب است و بیش از ۳۰۰ میزبان دارد. در حالیکه لارو سوسک ژاپنی از ریشه بسیاری از انواع علف‌ها تغذیه می‌کند، سوسک ژاپنی بالغ دارای میزبان‌های بسیار بیشتری می‌باشد که شامل لوبیا، توت‌فرنگی، گوجه‌فرنگی، فلفل (سرده)، انگور، رازک، رز، گیلاس، آلو، گلابی، هلو، تمشک (میوه)، تمشک ایرانی، ذرت، نخود فرنگی، بامیه و زغال‌اخته آبی می‌باشد.

## فهرست سرده های میزبان حشره بالغ
- Abelmoschus
- افرا
- شاه‌بلوط (سرده)
- ختمی
- انگورک گلوگیر
- آسیمینا
- مارچوبه
- ستاره‌ای (سرده)
- دم‌موشی قفائی
- علف جاروب
- فیل گوش (سرده)
- اختریان
- شاه‌دانه ساتیوا
- به ژاپنی (سرده)
- شاه‌بلوط
- کنگر (سرده)
- شاه اشرفی
- کوکب (سرده)
- هویج (سرده)
- گل داودی
- گل انگشتانه (سرده)
- Dolichos
- مخروط‌سانان
- زنبق رشتی (سرده)
- Heuchera
- ختمی (سرده)
- رازک (سرده)
- ادریسی (سرده)
- خاس (holly)
- گل بی‌صبر (سرده)
- نیلوفر پیچ (سرده)
- زنبق
- درخت گردو
- توری (سرده)
- Liatris
- برگ نو (سرده)
- سیب (سرده)
- پنیرک
- نعنا
- Myrica
- ریحان (سرده)
- گل مغربی (سرده)
- موچسب (سرده)
- لوبیا (سرده)
- فلوکس
- Physocarpus
- پسته (سرده)
- چنار
- علف هفت‌بند
- صنوبر
- پرونوس
- بلوط
- انگورفرنگی
- قی چشم
- خرزه هندی
- رز
- تمشک (سرده)
- بید (سرده)
- آقطی (سرده)
- ساسافراس
- بادنجان (سرده)
- اسفناج (سرده)
- یاس بنفش
- نوش
- نمدار
- Toxicodendron (poison oak, poison ivy, sumac)
- نارون
- سیاه‌گیله (سرده)
- بداغ (سرده)
- انگور (سرده)
- واگیلیا (سرده)
- گلیسین (سرده)
- ذرت (سرده)
- گل آهاری